# شوشان تامرازیان
شوشان هراچیایی تامرازیان (ارمنی: Շուշանիկ Հրաչյայի Թամրազյան؛ انگلیسی: Shushan Tamrazyan زادهٔ ۷ آوریل ۱۹۷۸)، شاعر، مترجم و استاد دانشگاه اهل ارمنستان است.

## زندگی‌نامه
وی در ۷ آوریل ۱۹۷۸ در ایروان به دنیا آمد و از دانشکده لغت‌شناسی رومی-ژرمنی دانشگاه دولتی ایروان (۱۹۹۷) و دانشگاه مون‌پلیه پل والری فارغ‌التحصیل گشت. وی از سال ۲۰۰۱ عضو اتحادیه نویسندگان ارمنستان می‌باشد وی در جشنواره بین‌المللی فیلم زردآلوی طلایی ایروان، دانشگاه دولتی زبان‌ها و علوم اجتماعی بروسوف ایروان و دانشگاه دولتی ایروان فعالیت کرده است. 

## یادداشت
1. ↑  ռոմանագերմանական բանասիրության ֆակուլտետ
2. ↑  Մոնպելիե III - Պոլ Վալերիի անվան համալսարան